# Черен бор
Черният бор, още чернок или църнок (Pinus nigra), е вид иглолистно дърво от семейство Борови (Pinaceae). Той е един от петте вида бор (Pinus), които се срещат в България.
Черният бор достига до 40 m височина. Отличава се от белия бор по това, че кората му е сива, а листата му са по-дълги – 9 – 15 cm, рядко повече, и тъмнозелени. Шишарките му са по-едри от тези на белия бор и притежават специфична лъскавина отгоре те са черни, а отдолу са светлокафяви, докато на белия бор шишарките отгоре са черни, а отдолу са тъмно кафяви. Той е по-топлолюбив от белия бор и разпространението му в България е до 1400 m надморска височина.
Черният бор е разпространен в повечето български планини – Родопите, Рила, Пирин, Славянка, Осогово, Влахина планина и Централна Стара планина. Общото му разпространение обхваща Южна Европа и Средиземноморието – на север до Австрия, на запад до Иберийския полуостров и Северозападна Африка (Мароко), на изток до Крим и Мала Азия, а южното му разпространение се ограничава от Средиземно море.
Черният бор е топлолюбив, светлолюбив, сухоустойчив и невзискателен към почвените условия вид. Редица негови находища в България са обявени за защитени територии. Дървесината му се цени по-малко от тази на белия бор, тъй като е по-тежка, с по-високо съдържание на смола и по-трудно се обработва.